# Брандыс, Мариан
Мариан Бра́ндыс (пол. Marian Brandys; 25 января 1912, Висбаден — 20 ноября 1998, Варшава) — польский прозаик, журналист и переводчик.

## Биография
Родился в ассимилированной еврейской семье из Лодзи. После окончания Варшавского университета (факультеты права и экономики) стажировался в суде и работал бухгалтером на фабрике под Лодзью. В сентябре 1939 года участвовал в боях против Германии, затем, в 1939—1945 годах — в лагере для пленных офицеров. По освобождении (апрель 1945) работал военным репортёром. В конце 40-х годов — корреспондент польского агентства печати в Италии. Первая книга вышла в 1949 году — «Итальянские встречи» — сборник очерков о послевоенной Италии (Государственная премия). Член Союза польских писателей. Брат писателя Казимежа Брандыса, совместно с которым написал ряд киносценариев, муж актрисы Галины Миколаевской-Брандыс.
Похоронен вместе с ней на Лесном кладбище в селе Ляски, одном из восточных пригородов Варшавы.

## Избранные исторические произведения
- Nieznany książę Poniatowski // Неизвестный князь Понятовский

(в русском переводе — «Племянник короля», 1960).
- Oficer największych nadziei // Офицер больших надежд

(в русском переводе — «Адъютант Бонапарта», 1964, о Юзефе Сулковском).
- Kozietulski i inni // Козетульский и другие (1967).
- Kłopoty z Panią Walewską // Хлопоты с пани Валевской

(в русском переводе — «Мария Валевская», 1969).
- Koniec świata szwoleżerów // Конец мира шеволежеров (в 5 томах, 1972—1979).
  - т. 1 Czcigodni weterani // Почтенные ветераны (1972).
  - т. 2 Niespokojne lata // Смутные годы (1972).
  - т. 3 Rewolucya w Warszawie // Революция в Варшаве (1974).
  - т. 4 Zmęczeni bohaterowie // Уставшие герои (1976).
  - т. 5 ч. 1 Nieboska komedia: Odejścia i powroty // Небесная комедия: Отъезды и возвращениял (1978).
  - т. 5 ч. 2 Nieboska komedia. Ogień i popiół // Небесная комедия. Огонь и пепел (1979).
- Generał Arbuz // Генерал Арбуз (1988, о Юзефе Зайончке).